# Berliet

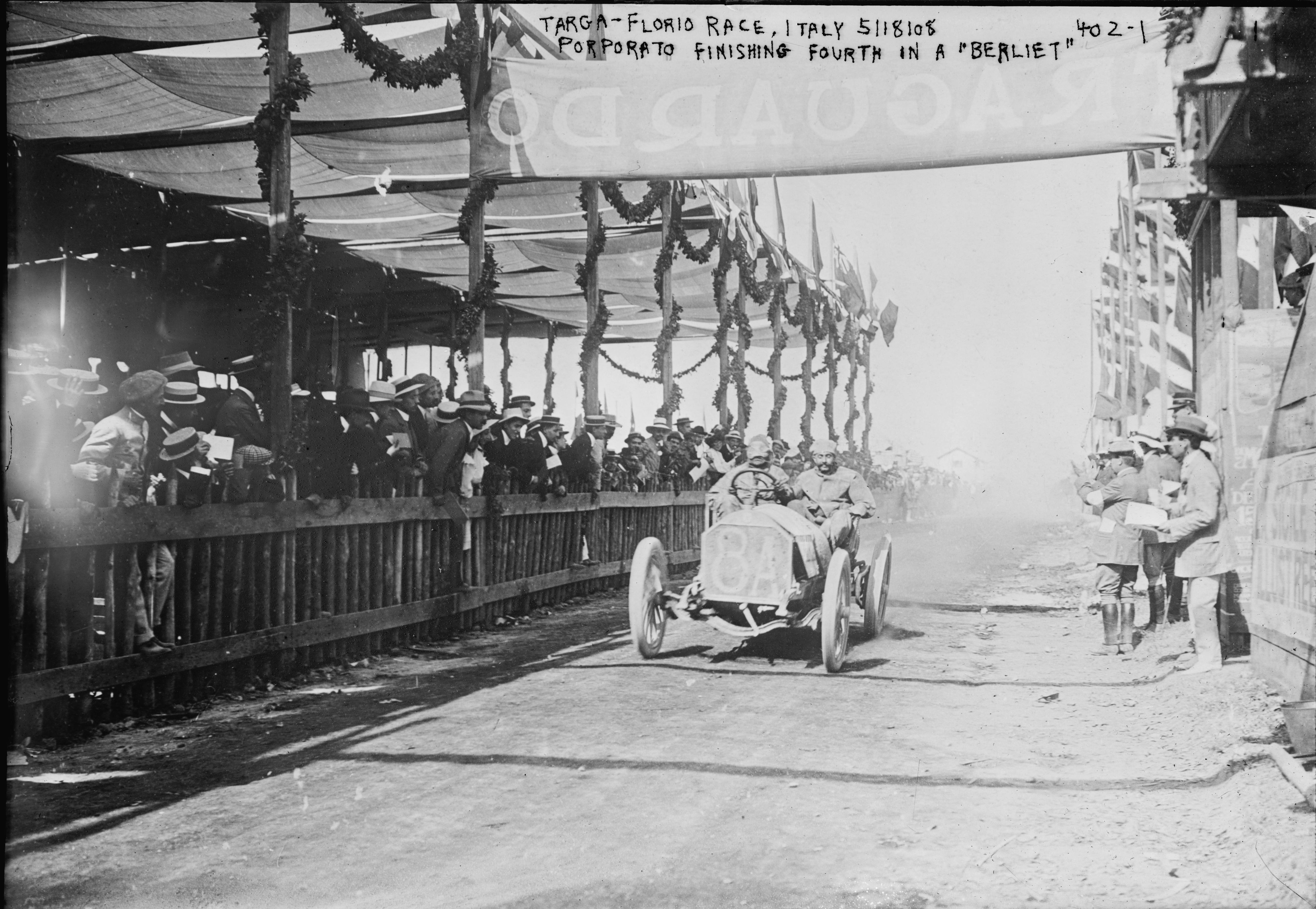
Závodní vůz Berliet na čtvrtém místě v cíli soutěže Targa Florio, 18. května 1908, řidič Jean Porporato

Berliet 20HP Closed swing-seat tonneau 1903

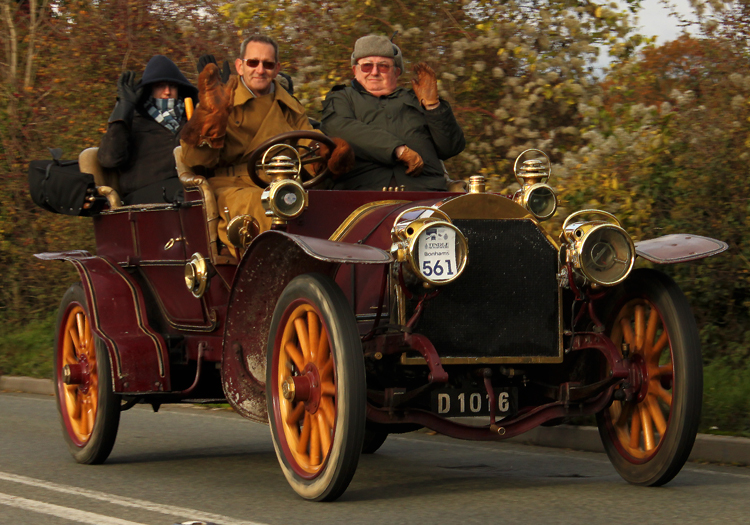
Berliet 40HP Tourer 1904

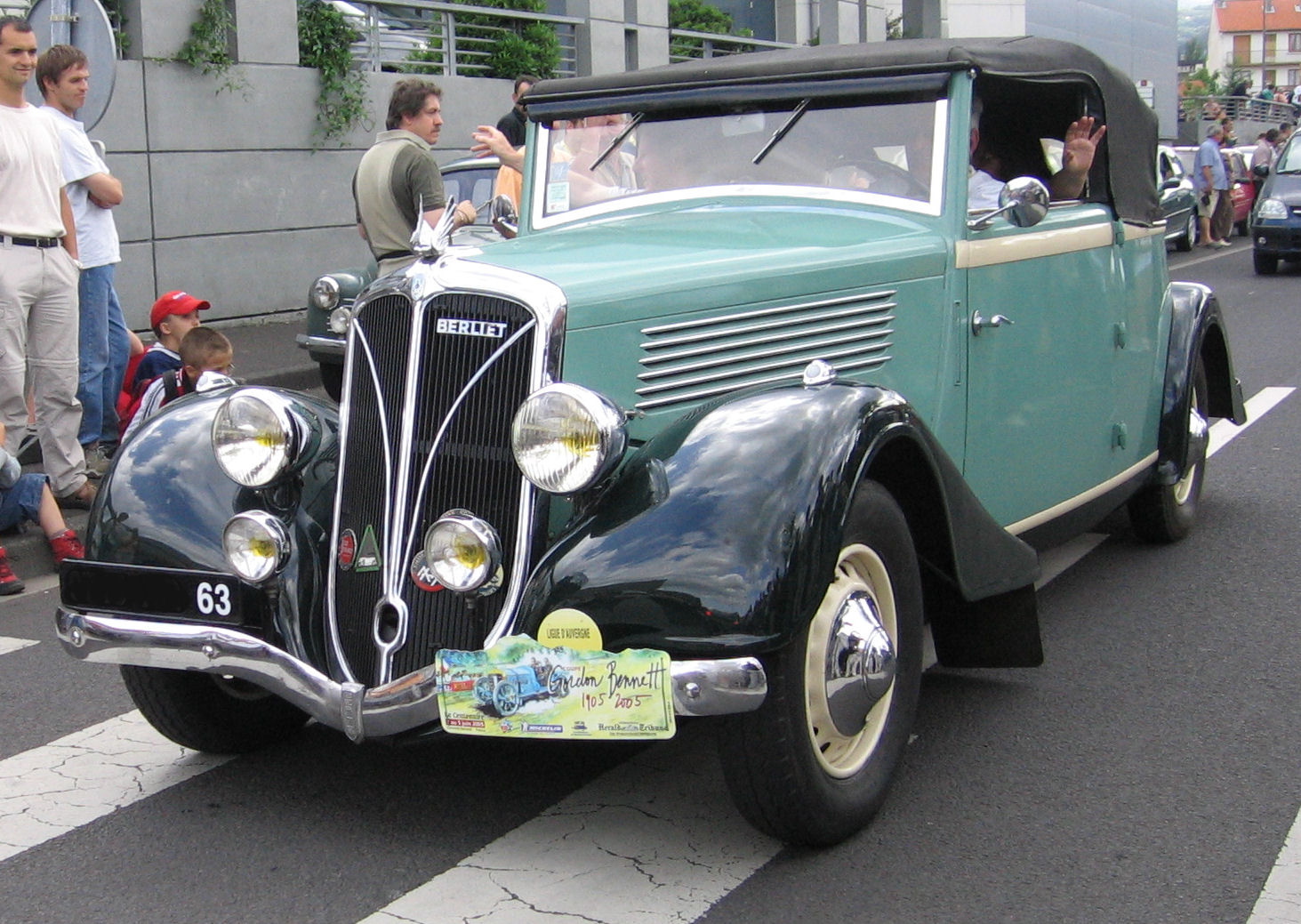
Berliet Cabriolet

Berliet byla francouzská automobilka vyrábějící osobní, nákladní a užitkové automobily.
Firma jako malou dílnu založil v roce 1899 Marius Berliet v Brotteaux poblíž Lyonu, ačkoliv první pokusy se stavbou automobilu už Berliet prováděl už v roce 1894. Od té doby vyrobil několik prvních vozů s jednoválcovými motory. Koncem 19. století se Lyon stal jedním z center výroby automobilů ve Francii, působily zde značky jako Audibert-Lavirotte, Luc Court, Rochet-Schneider, Cottin-Desgouttes, La Buire, Pilain nebo Vermorel.
Od roku 1900 následovaly vozy s dvouválci motory o výkonu 12 koní. Firma rychle expandovala a o dva roky později převzal Marius Berliet továrnu firmy Audibert & Lavirotte, vyrábějící automobily v Lyonu od roku 1894. Jeden z jejích vlastníků – Émile Lavirotte přešel k Berlietovi a pracoval zde až do svého odchodu do penze v roce 1927. Společnost Berliet začala vyrábět vozy s ocelovým rámem (namísto v té době běžného dřevěného), voštinovým chladičem a čtyřválcovým motorem. V následujícím roce firma představila nový vůz, velmi podobný tehdejším Mercedesům. V roce 1906 prodal Berliet licenci na výrobu tohoto modelu firmě American Locomotive Company. O rok později byla firma sedmým největším francouzským výrobcem osobních automobilů. V roce 1912 Berliet téměř polovinu produkce vyvážel do zahraničí.  
Mezi lety 1910 až 1912 firma produkovala menší typ 12 CV s objemem 1 539 cm³. Po roce 1912 se šestiválcové verze vyráběly jen na zakázku. Před první světovou válkou nabízel Berliet širokou škálu typů s výkony od 8 CV do 60 CV. Hlavním typem byl vůz s čtyřválcovým motorem o objemu 2412 nebo 4398 cm³, vyráběn byl i typ se šestiválcem o objemu 9500 cm³. 
V roce 1915 byla společnost reorganizována tak, že vyráběla vše od počáteční výroby oceli až po konečný výrobek. V roce 1917 začala společnost Berliet stavět nákladní automobily pro francouzskou armádu. Denní kapacita výroby byla 40 vozů. Po válce a bankrotu v roce 1921 následovalo znovuobnovení výroby. Vznikaly opět vozy 12 CV (2613 cm³), později 15 CV (3308 cm³) a 22 CV (4398 cm³). Nový typ 7 CV (1159 cm³) byl představen v roce 1924. V roce 1927 následovala nová řada automobilů s šestiválci. Od roku 1933 byly opět vyráběny jen vozy se čtyřválci s objemy 1,6 a 2,0 litru. Posledním osobním automobilem Berliet byl od roku 1936 Berliet Dauphine s dvoulitrovým motorem. Dauphine byl moderní vůz podobný Chrysleru Airflow s nezávislým zavěšením předních kol. Výroba osobních vozů byla v roce 1939 ukončena a společnost se od té doby věnovala jen nákladním automobilům. 
V poválečné době firma expandovala, produkce vzrostla z 17 vozů za den v roce 1950 na více než 120 v roce 1970. Společnost také spatřovala svou šanci v rozvojových zemích. V roce 1956 založila podnik v Alžíru, o dva roky později v Maroku. V roce 1965 uzavřela licenční smlouvu na výrobu těžkých nákladních vozů s čínskou vládou a o čtyři roky později vznikla na Kubě továrna vyrábějící autobusy. V roce 1967 však koupil společnost Berliet Citroën, v té době vlastněný firmou Michelin. Berliet převzala od Citroënu jeho výrobu nákladních vozů. 
Po ropné krizi v roce 1973 se však Michelin rozhodl obě firmy prodat a soustředit se jen na výrobu pneumatik. Tak byla v roce 1974 společnost Berliet prodána firmě Renault, zatímco Citroën přešel pod Peugeot. V roce 1975 zaměstnávala firma Berliet téměř 24 000 lidí. Renault v tomto roce na základě dohody s francouzskou vládou sloučil Berliet se svou továrnou Saviem, vzniklo tak konsorcium RVI. Berliet jako samostatná značka postupně upadala a k roku 1980 zanikla úplně. 

## Sport
Vozy Berliet slavily i úspěch v motoristickém sportu, v roce 1908 dojel Jean Porporato v závodě Targa Florio čtvrtý a v roce 1912 zvítězil Jules Beutler v Rallye Monte Carlo.

## Obrněná vozidla
Společnost Berliet se během první světové války podílela na výrobě tanku Renault FT-17. V sedmdesátých letech navrhla a také vyráběla kolový obrněný transportér VXB-170 pro francouzské četnictvo a jednotky dalších států.

## Galerie

Berliet GLC
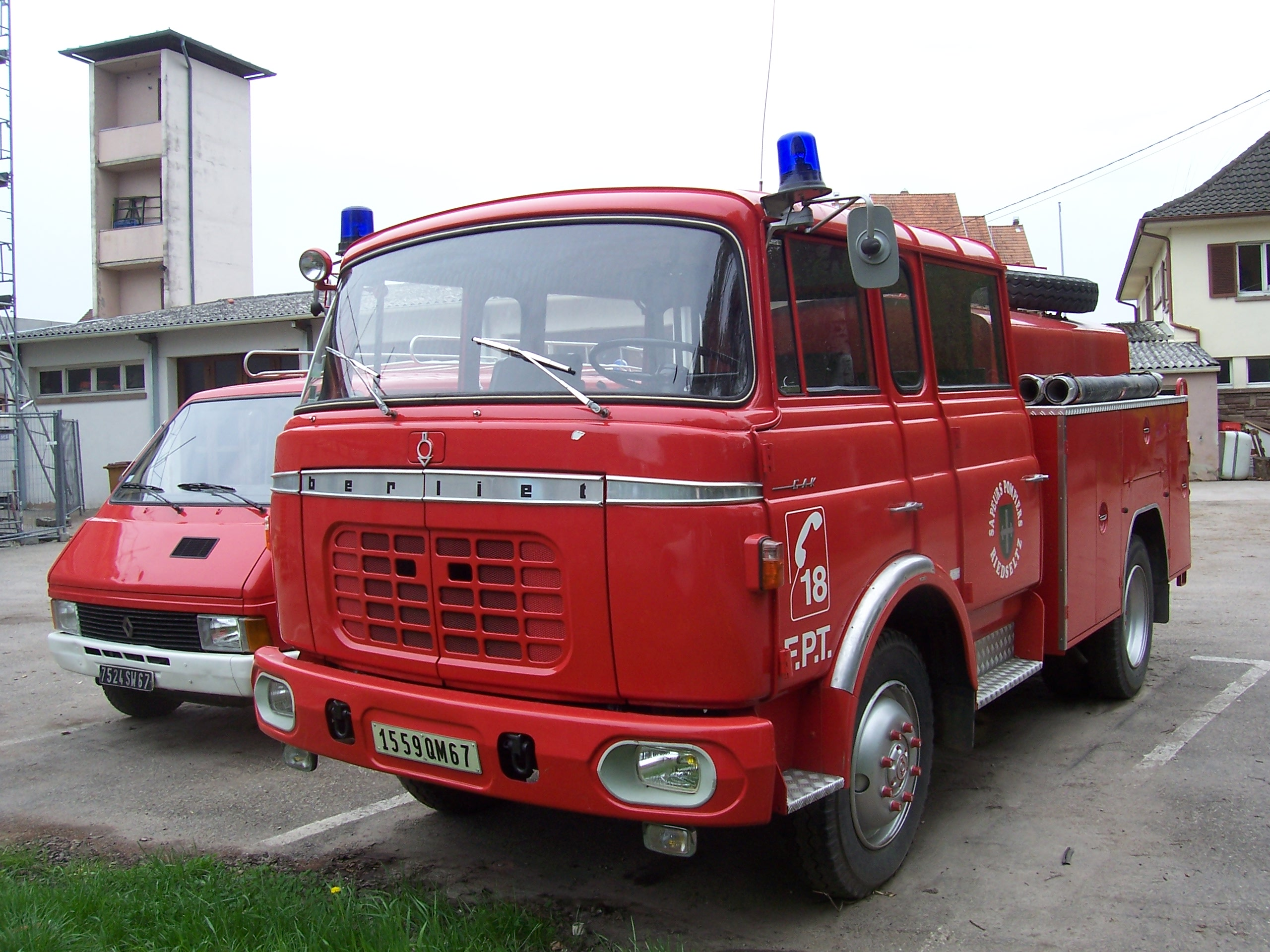
Hasičský speciál Berliet GAK
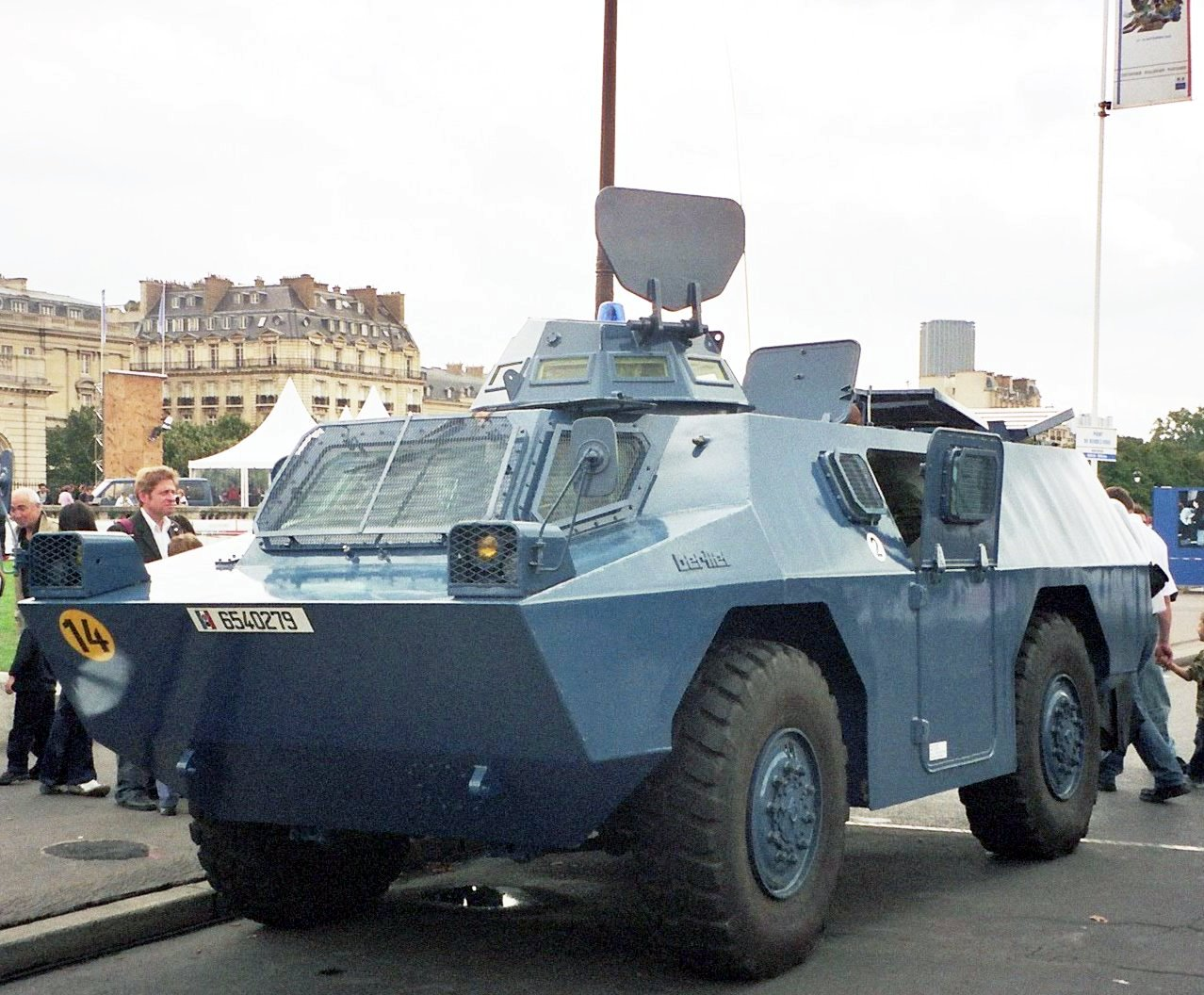
Berliet VXB-170
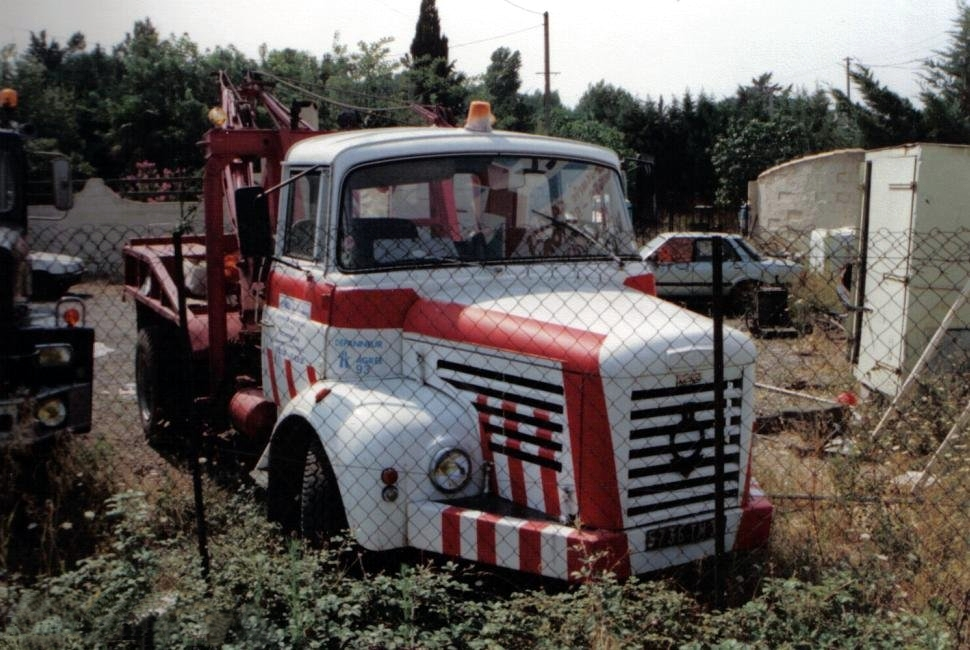
Odtahový vůz